# Liste de personnalités liées à Coulommiers
Cet article propose une liste de personnalités liées à la commune de Coulommiers située dans le département de Seine-et-Marne en région Île-de-France.
A
- René Arbeltier (1897-1979), médecin, député (1936-1958) socialiste SFIO puis PSU, résistant, maire à la Libération, auteur de la loi créant les médecins hospitaliers à temps plein.
- Jacques d'Armagnac (1433-1477)[pourquoi ?].

B
- Antoine-Alexandre Barbier (1765-1825), bibliographe né à Coulommiers.
- Amédée Ogier de Baulny (1780-1851), ancien mousquetaire du roi Louis XVIII, officier de la garde royale à Versailles et maire de Coulommiers.
- Fernand de Baulny (1839-1870), entomologiste né et mort à Coulommiers, fils du précédent.
- Nicolas-Joseph Beaurepaire (1740-1792), colonel, héros de la Révolution française dont le nom est gravé, parmi ceux des 558 officiers, sous l'arc de triomphe de l'Étoile. Sa statue à Coulommiers a disparu lors la Seconde Guerre mondiale.
- Thomas Berthereau (1733-1817), juriste et homme politique né à Coulommiers.
- Luc Besson (né en 1959), réalisateur, producteur et scénariste français, ancien élève au lycée Jules-Ferry[1].
- Valentin de Boulogne (1591-1634), de son vrai nom Jean Valentin, peintre français, né à Coulommiers et mort à Rome[2].
- Philippe Bouvard (né en 1929), humoriste et animateur de télévision français, né à Coulommiers.
- François Bréda (né en 1956), écrivain roumain francophone, essayiste et poète d'expression hongroise, maître de conférences à l'Université Babeş-Bolyai de Cluj-Napoca. En 1987, il était professeur de langue et de littérature française au centre de formation d'apprentis de la commune.

C
- François Cahen, dit « Faton Cahen » (né en 1944), pianiste français de jazz né à Coulommiers.

D
- Thomas-Joseph Desescoutes (1736-1791), homme politique français, député aux États généraux de 1789, né et mort à Coulommiers.
- André Dhôtel (1900-1991), écrivain, prix Femina en 1955 pour Le Pays où l'on n'arrive jamais fut professeur de philosophie au lycée Jules-Ferry de Coulommiers de 1943 à 1961.
- Guy Drut (né en 1950), champion olympique du 110 mètres haies, député RPR puis UMP (1988-2007), maire de Coulommiers (1992-2008), ministre de la jeunesse et des Sports.

E
- Michel Esteve (1946-2017), artiste peintre et sculpteur, aquarelliste et sculpteur multi-support de grand talent et président de l'association de gestion de la salle d’exposition Le Valentin à Coulommiers ; né et ayant vécu à Coulommiers.
- Alain Etchegoyen (1951-2007), normalien, écrivain et philosophe, professeur au lycée Jules-Ferry.

F
- Bertrand Flornoy (1910-1980), maire de Coulommiers, député UNR (1964-1978), explorateur ayant effectué de nombreuses recherches dans les sources de l'Amazone et publications sur le peuple Inca, président de la Société des explorateurs français.
- Noël Forgeard (né en 1946), homme d'affaires et industriel français, ancien président d'Airbus, ancien coprésident exécutif d'EADS, a effectué une partie de sa scolarité au lycée Jules-Ferry[3].
- Louis de Funès (1914-1983) y a passé une partie de sa scolarité[4].

G
- Casimir Gastellier (1830-1895), homme politique né à Coulommiers, maire de Fresnes-sur-Marne, député de Seine-et-Marne de 1885 à 1893.
- Auguste Adrien Edmond de Goddes de Varennes (1801-1864), peintre, écrivain et maire de Coulommiers (1830-1832).
- Roger Gougenot des Mousseaux (1805-1876), journaliste et écrivain polémiste, un des précurseurs, en 1869, d'un antisémitisme de plume.

H
- Henri II[pourquoi ?] (1166-1197), comte de Champagne qui mourut en Terre sainte.
- Herbert Ier[pourquoi ?], comte de Vermandois.
- Vincent Hermance (né en 1984), champion du monde de vélo trial, originaire de la ville et y vivant actuellement.
- Pierre-Marie-François Huvier des Fontenelles (1757-1823), homme de lettres, royaliste convaincu, né à Coulommiers.
- Jean Huvier du Mée (1722-1791), seigneur du Mée, de Maricorne et de Rouville, agronome, magistrat et maire de Coulommiers (1750-?).

J
- Hector Japuis (1815-1880), né à Coulommiers, imprimeur sur étoffes à la Manufacture Japuis, puis maire de Claye-Souilly.

L
- Madame de La Fayette (1634-1693), romancière française, y campe son roman, La Princesse de Clèves.
- Jean de La Fontaine (1621-1695) y passait ses vacances chez sa grand-mère au château de Montanglaust.
- Pierre-Nicolas-Louis Leroy de Montflaubert, dit « Dix Août » (1743-1795). Maire de Coulommiers sous la Révolution, petit noble rallié aux Jacobins, juré au tribunal révolutionnaire à Paris, entre autres pour le procès de Danton. Guillotiné après thermidor.

M
- François Mathey (1917-1993), conservateur en chef du musée des arts décoratifs de Paris est décédé à Coulommiers.
- Pierre Mortier (1882-1946). Écrivain, auteur de théâtre, directeur de revues littéraires (Gil Blas), propriétaire du château de Montanglaust, maire de 1924 à 1941, Député radical-socialiste (1932-1936), résistant, à l'origine dans sa ville de la première opération d'habitat social issue de la loi sur les HBM (habitation à bon marché), devenue la Cité Pierre Mortier.

P
- François Maximilien Perrin de Boislaville (1771-1860), conseiller en la Cour des monnaies et maire de Coulommiers de 1815 à 1826.
- Noël Picard (?-1637), surnommé « Dubois », né à Coulommiers, condamné comme magicien le 25 juin 1637. Il avait été présenté par le Père Joseph au cardinal de Richelieu en qualité d'alchimiste. Plusieurs fois il avait opéré et fait de l'or devant Louis XIII et sa cour. Le roi, dans son premier enthousiasme, l'avait nommé chevalier et président des trésoreries de France. La supercherie ne tarda pas à être découverte : Noël était un voleur débauché ; Richelieu préféra le faire passer pour sorcier[5].
- Philippe Pichon (né en 1969), écrivain, qui fut le plus jeune officier de paix français, fut affecté de septembre 2005 à juin 2008 en qualité de commandant de police et siégea comme chef de service adjoint au commissariat de police de Coulommiers. Figure locale pendant l'élection présidentielle de 2007, il s'est notamment fait connaître d'un très large public en publiant Journal d'un flic (Flammarion, 2007) et vit actuellement à Coulommiers.
- Françoise Pidoux née à Coulommiers le 14 octobre 1582 et décédée en 1640, mère du fabuliste français Jean de La Fontaine

R
- Robert Rideau, inspecteur des écoles primaires qui avait été en poste à Coulommiers et auteur de manuels pour ces écoles. Résistant, il avait été sanctionné comme communiste sous l’occupation. L'école primaire Robert Rideau, actuellement fusionnée avec l'école maternelle Jehan de Brie, portait son nom[6]
- Franck Riester (né en 1974), chef d'entreprise et homme politique membre de l'UMP, puis Les Républicains (LR), maire de Coulommiers (2008-2017) et député (2007-).
- André Roussimoff (1946-1993), dit « André The Giant », ancien catcheur de la World Wrestling Federation, né dans la commune[7].
- Marc Rucart (1893-1964), avocat et homme politique né à Coulommiers qui fit carrière dans les Vosges, député radical-socialiste de 1928 à 1940, sénateur de la Gauche démocratique de 1947 à 1958, garde des sceaux dans le gouvernement du Front populaire en 1936, qui s'opposa au bagne.

T
- Yvette Troispoux (1914-2007), photographe, née dans la ville.

V
- Régis Vallée (né en 1980), comédien, ancien élève du lycée Jules-Ferry.

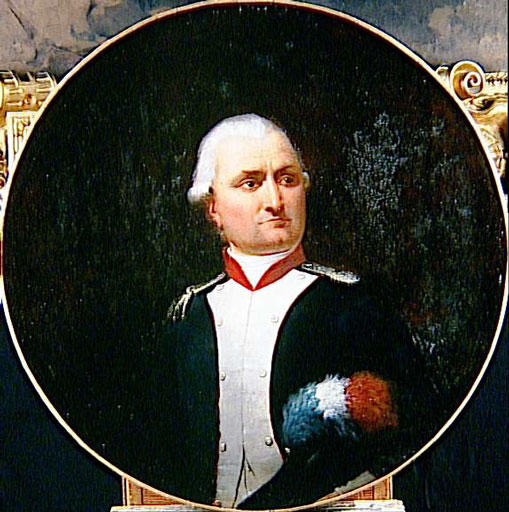
Nicolas-Joseph Beaurepaire.
Pierre Huvier des Fontenelles.
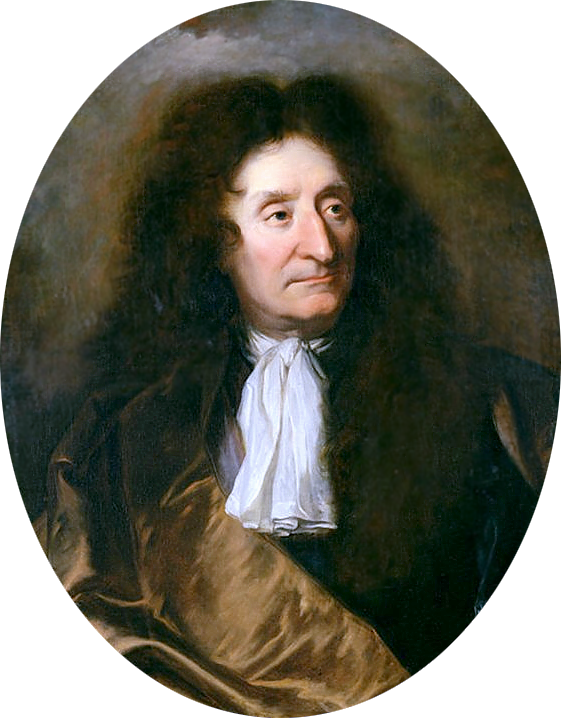
Jean de La Fontaine.
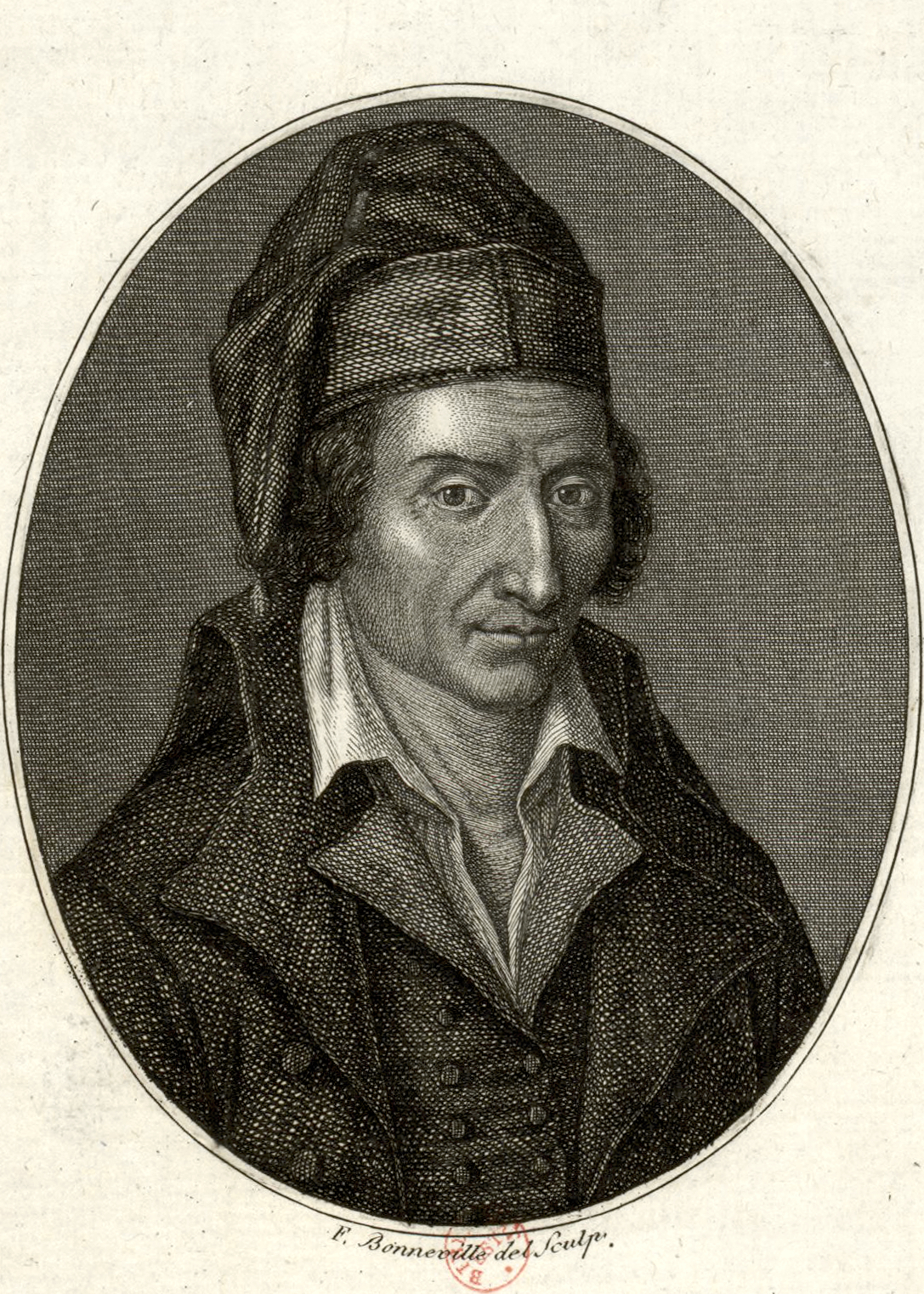
Pierre-Nicolas-Louis Leroy.

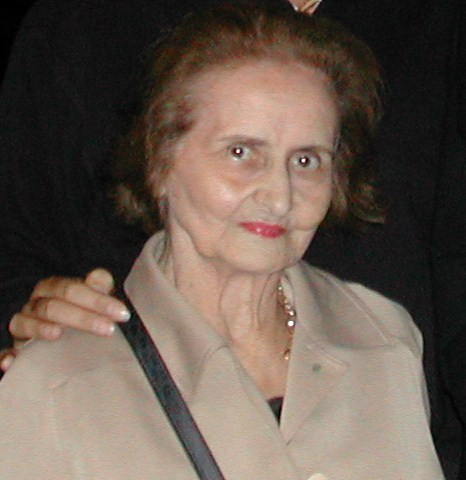
Yvette Troispoux.
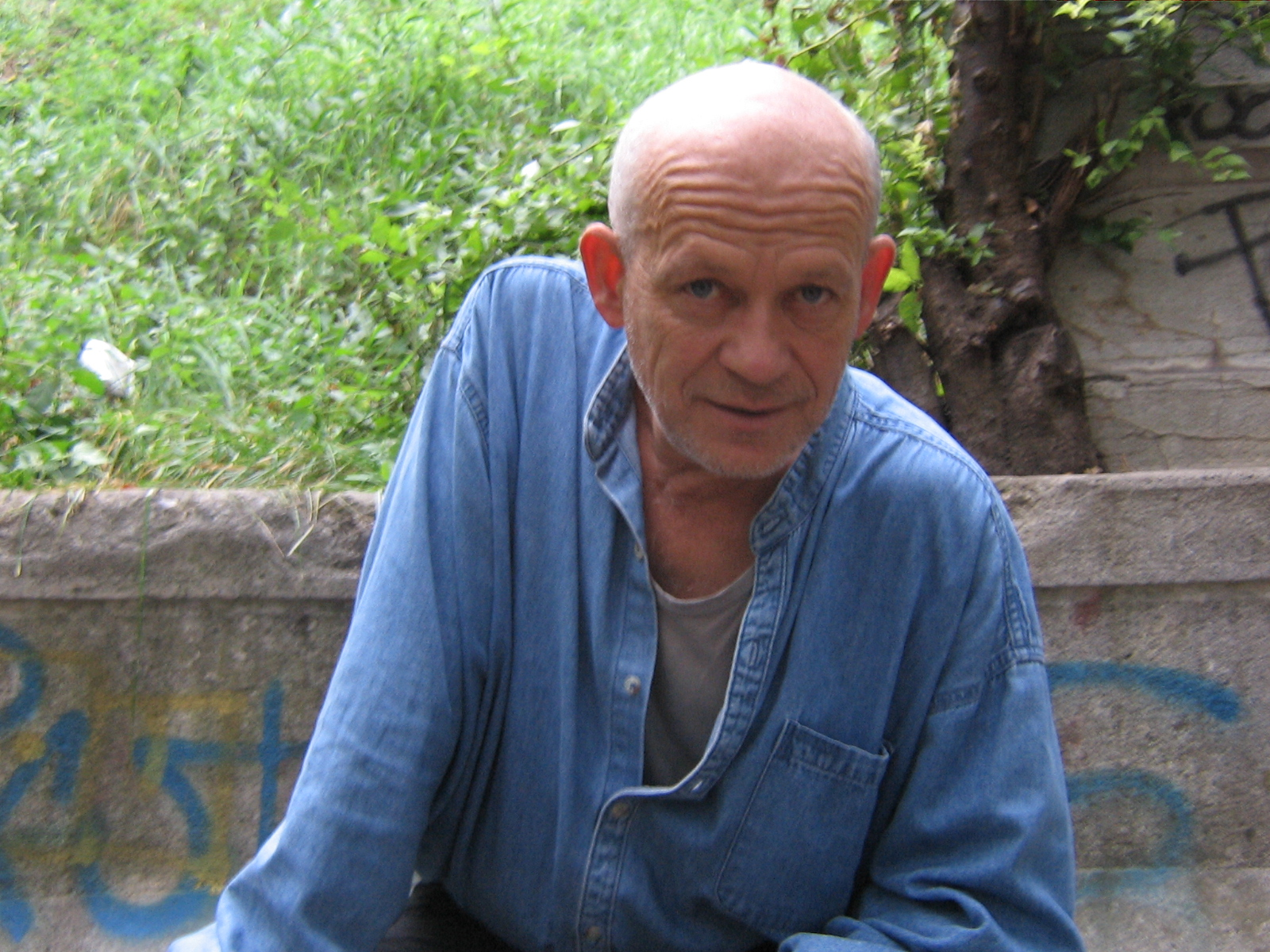
François Bréda.

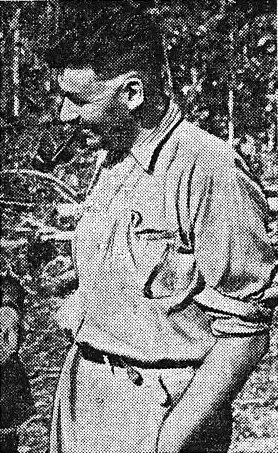
Bertrand Flornoy.
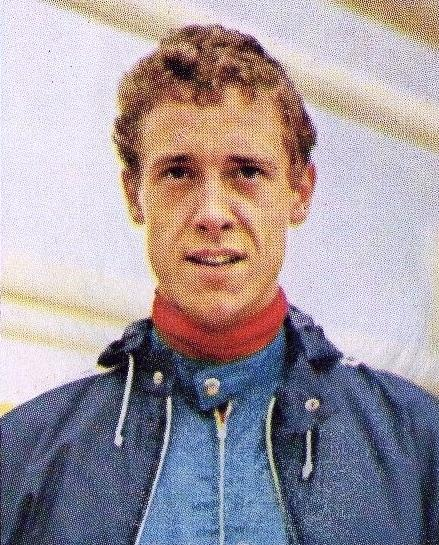
Guy Drut.
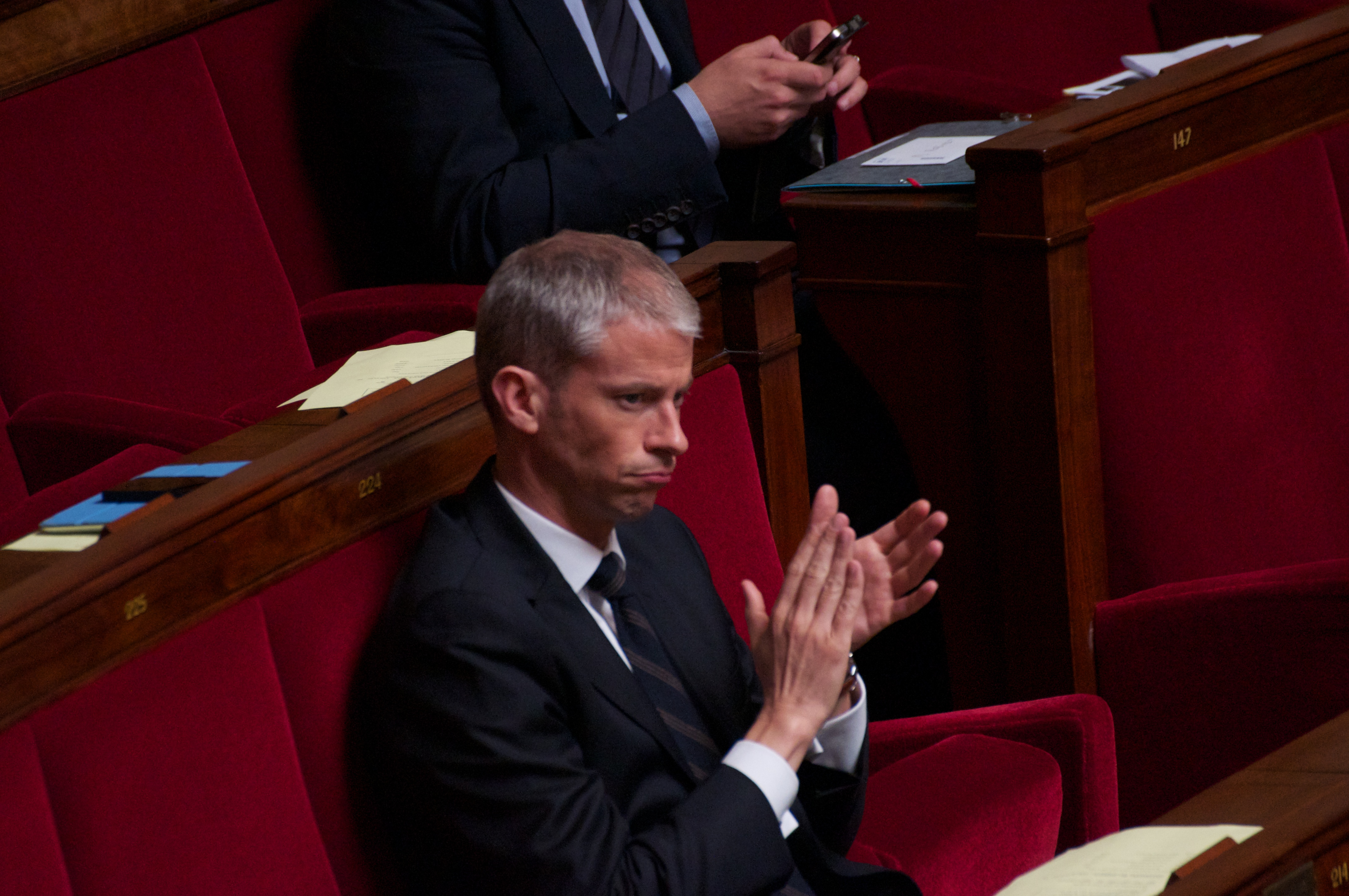
Franck Riester